# Ford Frick
Ford Christopher Frick (ur. 19 grudnia 1894, zm. 8 kwietnia 1978) – amerykański dziennikarz, komentator i działacz sportowy, w latach 1951–1962 komisarz Major League Baseball, członek Baseball Hall of Fame.

## Życiorys
Frick studiował na DePauw University, gdzie grał w baseball i uprawiał biegi lekkoatletyczne. Uczelnię ukończył w 1915 roku. Na jesieni 1916 podjął pracę jako nauczyciel języka angielskiego w Colorado Springs High School. W tamtym czasie był również dziennikarzem sportowym w Colorado Springs Gazette. W latach 1923–1934 był redaktorem w New York Evening Journal, a w 1930 komentował mecze MLB w radio.
8 listopada 1934 został prezydentem National League, zastępując na tym stanowisku Johna Heydlera, który zrezygnował ze względu na zły stan zdrowia. Pięć lat później z jego inicjatywy powstało National Baseball Hall of Fame and Museum. W 1947 zagroził zawieszeniem zawodników St. Louis Cardinals, którzy mieli zamiar zbojkotować występy, z powodu debiutu w MLB Jackiego Robinsona. 20 września 1951 został wybrany komisarzem Major League Baseball i pełnił tę funkcję do 16 listopada 1965.
W 1970 został uhonorowany członkostwem w Baseball Hall of Fame. Muzeum to ufundowało nagrodę Ford C. Frick Award, którą otrzymują komentatorzy i sprawozdawcy za zasługi dla baseballu.